# Maurice Manificat
Maurice Manificat (* 4. April 1986 in Sallanches, Haute-Savoie) ist ein ehemaliger französischer Skilangläufer.

## Sportliche Karriere
Manificat stieg seit 1997 innerhalb der französischen Kader immer weiter auf, ehe er schließlich 2002 französischer Meister der Kategorie Cadet wurde. Auch danach setzte sich sein Aufstieg fort, er wurde 2004 zweimaliger Französischer Jugendmeister, nachdem er bereits zuvor Ergebnisse im Continentalcup erzielt hatte. Bei seiner ersten Teilnahme an Juniorenweltmeisterschaften 2004 gelang ihm über 10 Kilometer der 23. Platz, ein Jahr später erreichte er in Rovaniemi mit der Staffel sogar die Bronzemedaille. Schließlich wurde er 2006 in den B-Kader Frankreichs aufgenommen und platzierte sich im selben Jahr auf Rang 10 in der Verfolgung bei der Junioren-WM.
Nach guten Ergebnissen im Juniorenbereich qualifizierte Manificat sich im Dezember 2006 erstmals für den Weltcup, wo er jedoch deutlich die besten 30 Ränge verpasste. Anschließend startete er wieder im Alpencup, wo er mehrfach Plätze unter den besten Zehn erkämpfen konnte. Bei der Universiade 2007 in Pragelato wurde er Achter im Verfolgungswettbewerb. Zum Saisonabschluss nahm er an den U23-Weltmeisterschaften in Tarvisio teil, wo er als Vierter über 15 Kilometer Freistil knapp eine Medaille verpasste. In der Saison 2007/08 gehörte Manificat mehrfach zum Weltcupaufgebot der französischen Mannschaft. Im Februar 2008 gelang ihm in Liberec mit einem 24. Rang erstmals der Gewinn von Weltcuppunkten, was in jener Saison sein bestes Weltcupresultat blieb. Über 30 Kilometer Freistil (Massenstart) gewann er die Bronzemedaille bei den U23-Weltmeisterschaften in Mals. Beim Saisonauftakt zum Skilanglauf-Weltcup 2008/09 in Gällivare verbesserte er sein bisher bestes Weltcupresultat, indem er sich auf dem 15. Rang platzierte. Auch im Alpencup zeigte Manificat sich stark verbessert und überzeugte mit zwei Siegen und mehreren Podiumsplatzierungen. Am Ende der Saison belegte er den siebenten Platz in der Gesamtwertung. Bei den U23-Weltmeisterschaften 2009 in Le Praz-de-Lys-Sommand gewann er über 15 Kilometer Freistil die Goldmedaille. Woraufhin er für die Nordischen Skiweltmeisterschaften 2009 in Liberec nominiert wurde. Bei seinem einzigen Start belegte er den 47. Platz im Verfolgungswettbewerb. Im finnischen Lahti gelang ihm mit Platz 11 sein bestes Saisonresultat im Weltcup. In der Saison 2009/10 gelang ihm mit dem dritten Platz über 15 Kilometer Freistil im schweizerischen Davos endgültig der Durchbruch in die erweiterte Weltspitze, den er mit dem Sieg im Verfolgungsrennen von Lahti untermauerte. Die Tour de Ski 2009/10 beendete er auf den 19. Platz in der Gesamtwertung. Bei seiner ersten Olympiateilnahme 2010 in Vancouver belegte er den 26. Platz im 30-km-Verfolgungsrennen, den sechsten Rang über 15 km Freistil und den vierten Rang mit der Staffel. Im März holte er in Lahti im 30-km-Verfolgungsrennen seinen ersten Weltcupsieg. Beim Skilanglauf-Weltcup-Finale 2010 gewann er das 15-km-Freistilrennen und beendete das Finale auf den zweiten Platz in der Gesamtwertung. In der Weltcupgesamtung errang er den fünften Rang und in der Distanzwertung den achten Platz.
Nach schwächeren Start in die Saison 2010/11 mit Platzierungen im Mittelfeld und den 17. Rang bei der Tour de Ski 2010/11 erreichte Manificat im Februar 2011 in Rybinsk den dritten Platz im 20-km-Verfolgungsrennen. Seine besten Platzierungen bei den nordischen Skiweltmeisterschaften 2011 in Oslo waren der 11. Platz mit der Staffel und der sechste Rang über 15 km klassisch. In Lahti erreichte Manificat Mitte März den zweiten Rang im 20-km-Verfolgungsrennen. Das Weltcup-Finale 2010/11 schloss er auf den fünften Rang ab. Bei der Tour de Ski 2011/12 belegte er den siebten Rang in der Gesamtwertung. Im Dezember 2012 gewann er in Canmore im Skiathlon sein zweites Weltcuprennen. Seine besten Ergebnisse bei den nordischen Skiweltmeisterschaften 2013 im Val di Fiemme waren der 18. Platz über 15 km Freistil und der sechste Rang im Teamsprint. Zum Beginn der Saison 2013/14 errang er den vierten Platz bei der Nordic Opening. Im Dezember 2013 gewann er in Davos über 30 km Freistil. Die Tour de Ski 2013/14 beendete er auf dem 41. Platz in der Gesamtwertung. Bei den Olympischen Winterspielen 2014 in Sotschi kam er auf den 43. Platz im 50-km-Massenstartrennen und den achten Rang im Skiathlon. Mit der Staffel gewann er Bronze. Bei der Tour de Ski 2015 belegte er den 15. Rang. Im Februar 2015 kam er beim Weltcuprennen in Östersund auf den zweiten Platz über 15 km Freistil. Im selben Monat holte er bei den nordischen Skiweltmeisterschaften 2015 in Falun Bronze mit der Staffel und Silber über 15 km Freistil. Nach Platz 14 bei der Nordic Opening in Ruka zu Beginn der Saison 2015/16, kam er viermal in Folge unter die ersten Zehn im Weltcup darunter ein zweiter Rang über 30 km Freistil in Davos. Bei der Tour de Ski 2016 errang er den 13. Platz. Dabei erreichte er in Toblach über 10 km Freistil den dritten Platz. Beim folgenden Weltcup in Nové Město siegte er über 15 km Freistil und belegte in Falun den dritten Rang über 10 km klassisch. Zum Saisonende kam er bei der Ski Tour Canada auf den vierten Platz. Dabei wurde er in Canmore Dritter im Sprint und lief bei der Abschlussetappe über 15 km Laufbestzeit. Die Saison beendete er auf dem fünften Platz im Gesamtweltcup und dem zweiten Rang im Distanzweltcup. Zu Beginn der Saison 2016/17 kam er bei der Weltcup-Minitour in Lillehammer auf den 34. Platz. Im Dezember 2016 wurde er in La Clusaz Dritter mit der Staffel. Bei der Tour de Ski 2016/17 errang er mit fünf Top-Zehn-Platzierungen, darunter Platz zwei über 10 km klassisch in Toblach und der laufschnellsten Zeit bei der Abschlussetappe, den vierten Platz in der Gesamtwertung. Seine besten Resultate bei den nordischen Skiweltmeisterschaften 2017 in Lahti waren der neunte Platz im 50-km-Massenstartrennen und der siebte Rang mit der Staffel. Zum Saisonende kam er beim Weltcup-Finale in Québec auf den 11. Platz und erreichte jeweils den 13. Platz im Gesamtweltcup und im Distanzweltcup.
Nach Platz acht beim Nordic Opening zu Beginn der Saison 2017/18, siegte Manificat in Davos über 15 km Freistil und belegte in Toblach den zweiten Platz über diese Distanz. Die Tour de Ski 2017/18 beendete er auf dem 11. Platz. Dabei lief er auf der Schlussetappe die zweitschnellste Zeit. Beim Saisonhöhepunkt, den Olympischen Winterspielen 2018 in Pyeongchang, gewann er im Teamsprint zusammen mit Richard Jouve und in der Staffel die Bronzemedaille. Im Skiathlon und über 15 km Freistil wurde er jeweils Fünfter. Zum Saisonende errang er beim Weltcupfinale in Falun den 26. Platz und erreichte abschließend den achten Platz im Gesamtweltcup und den fünften Rang im Distanzweltcup. Zu Beginn der folgenden Saison lief er in Davos auf den zweiten Platz über 15 km Freistil und auf den 21. Rang bei der Tour de Ski 2018/19. Im Januar 2019 holte er in Ulricehamn über 15 km Freistil seinen zehnten Weltcupeinzelsieg. Bei den nordischen Skiweltmeisterschaften 2019 in Seefeld in Tirol gewann er die Bronzemedaille mit der Staffel. In den Einzelrennen kam er dort auf den 32. Platz im 50-km-Massenstartrennen und auf den 25. Rang über 15 km klassisch. Zum Saisonende errang er beim Weltcupfinale in Québec den 34. Platz und erreichte den 24. Platz im Gesamtweltcup und den 15. Rang im Distanzweltcup. In der Saison 2019/20 belegte er den 34. Platz beim Nordic Opening, den 26. Rang bei der Tour de Ski 2019/20 und den 29. Platz bei der Skitour und errang damit den 46. Platz im Gesamtweltcup.
In der folgenden Saison kam Manificat achtmal unter die ersten Zehn, darunter Platz zwei bei der Tour de Ski 2021 und errang damit den sechsten Platz im Gesamtweltcup. Beim Saisonhöhepunkt, den Nordischen Skiweltmeisterschaften in Oberstdorf, gewann er die Bronzemedaille mit der Staffel und belegte dort zudem den 26. Platz im 50-km-Massenstartrennen und den 16. Platz über 15 km Freistil. Im folgenden Jahr holte er bei den Olympischen Winterspielen in Peking die Bronzemedaille mit der Staffel. Zudem lief er dort auf den 23. Platz im Skiathlon, auf den 12. Rang über 15 km klassisch sowie auf den zehnten Platz im 50-km-Massenstartrennen.

## Erfolge

### Siege bei Weltcuprennen

#### Weltcupsiege im Einzel
| Nr. | Datum             | Ort        | Disziplin                      |
| --- | ----------------- | ---------- | ------------------------------ |
| 1.  | 6. März 2010      | Lahti      | 30 km Skiathlon                |
| 2.  | 16. Dezember 2012 | Canmore    | 30 km Skiathlon                |
| 3.  | 14. Dezember 2013 | Davos      | 30 km Freistil Individualstart |
| 4.  | 23. Januar 2016   | Nové Město | 15 km Freistil Individualstart |
| 5.  | 10. Dezember 2017 | Davos      | 15 km Freistil Individualstart |
| 6.  | 26. Januar 2019   | Ulricehamn | 15 km Freistil Individualstart |

#### Etappensiege bei Weltcuprennen
| Nr. | Datum             | Ort           | Disziplin                      | Rennen               |
| --- | ----------------- | ------------- | ------------------------------ | -------------------- |
| 1.  | 21. März 2010     | Falun         | 15 km Verfolgung Freistil 1    | Weltcup-Finale 2010  |
| 2.  | 12. März 2016     | Canmore       | 15 km Verfolgung klassisch 1   | Ski Tour Canada 2016 |
| 3.  | 8. Januar 2017    | Val di Fiemme | 9 km Bergverfolgung Freistil 1 | Tour de Ski 2016/17  |
| 4.  | 26. November 2017 | Ruka          | 15 km Verfolgung Freistil 1    | Nordic Opening 2017  |

### Siege bei Continental-Cup-Rennen
| Nr. | Datum             | Ort                     | Disziplin                       | Serie    |
| --- | ----------------- | ----------------------- | ------------------------------- | -------- |
| 1.  | 17. Dezember 2005 | Campra                  | 10 km Freistil Individualstart  | Alpencup |
| 2.  | 3. Januar 2009    | Méaudre                 | 10 km Freistil Individualstart  | Alpencup |
| 3.  | 10. Januar 2009   | Reit im Winkl           | 2 × 10 km Skiathlon             | Alpencup |
| 4.  | 23. Dezember 2018 | Valdidentro             | 15 km klassisch Massenstart     | Alpencup |
| 5.  | 22. Dezember 2023 | St. Ulrich am Pillersee | 20 km klassisch Individualstart | Alpencup |

## Teilnahmen an Weltmeisterschaften und Olympischen Winterspielen

### Olympische Spiele
- 2010 Vancouver: 4. Platz Staffel, 6. Platz 15 km Freistil, 26. Platz 30 km Skiathlon
- 2014 Sotschi: 3. Platz Staffel, 8. Platz 30 km Skiathlon, 43. Platz 50 km Freistil Massenstart
- 2018 Pyeongchang: 3. Platz Staffel, 3. Platz Teamsprint Freistil, 5. Platz 30 km Skiathlon, 5. Platz 15 km Freistil
- 2022 Peking: 3. Platz Staffel, 10. Platz 50 km Freistil Massenstart, 12. Platz 15 km klassisch, 23. Platz 30 km Skiathlon

### Nordische Skiweltmeisterschaften
- 2009 Liberec: 47. Platz 30 km Skiathlon
- 2011 Oslo: 6. Platz 15 km klassisch, 11. Platz Staffel, 22. Platz 30 km Skiathlon, 45. Platz 50 km Freistil Massenstart
- 2013 Val di Fiemme: 6. Platz Teamsprint Freistil, 9. Platz Staffel, 18. Platz 15 km Freistil, 21. Platz 15 km Skiathlon, 24. Platz 50 km klassisch Massenstart
- 2015 Falun: 2. Platz 15 km Freistil, 3. Platz Staffel, 5. Platz 30 km Skiathlon, 14. Platz 50 km klassisch Massenstart
- 2017 Lahti: 7. Platz Staffel, 9. Platz 50 km Freistil Massenstart, 14. Platz 30 km Skiathlon, 23. Platz 15 km klassisch
- 2019 Seefeld in Tirol: 3. Platz Staffel, 25. Platz 15 km klassisch, 32. Platz 50 km Freistil Massenstart
- 2021 Oberstdorf: 3. Platz Staffel, 16. Platz 15 km Freistil, 26. Platz 50 km klassisch Massenstart
- 2023 Planica: 17. Platz 15 km Freistil, 32. Platz 50 km klassisch Massenstart

## Platzierungen im Weltcup

### Weltcup-Statistik
Die Tabelle zeigt die erreichten Platzierungen im Einzelnen.
- 1.–3. Platz: Anzahl der Podiumsplatzierungen
- Top 10: Anzahl der Platzierungen unter den ersten zehn
- Punkteränge: Anzahl der Platzierungen innerhalb der Punkteränge
- Starts: Anzahl gelaufener Rennen in der jeweiligen Disziplin
- Hinweis: Bei den Distanzrennen erfolgt die Einordnung gemäß FIS.

| Platzierung               | Distanzrennen a | Distanzrennen a | Distanzrennen a | Distanzrennen a | Distanzrennen a | Skiathlon Verfolgung | Sprint | Etappen- rennen b | Gesamt | Team   | Team    |
| Platzierung               | ≤ 5 km          | ≤ 10 km         | ≤ 15 km         | ≤ 30 km         | > 30 km         | Skiathlon Verfolgung | Sprint | Etappen- rennen b | Gesamt | Sprint | Staffel |
| ------------------------- | --------------- | --------------- | --------------- | --------------- | --------------- | -------------------- | ------ | ----------------- | ------ | ------ | ------- |
| 1. Platz                  |                 |                 | 3               |                 |                 | 7                    |        |                   | 10     |        |         |
| 2. Platz                  |                 | 1               | 3               |                 |                 | 8                    |        | 2                 | 14     |        |         |
| 3. Platz                  | 1               | 5               | 1               |                 |                 | 2                    | 1      |                   | 10     |        | 2       |
| Top 10                    | 5               | 9               | 22              |                 |                 | 31                   | 3      | 9                 | 79     |        | 14      |
| Punkteränge               | 9               | 19              | 53              | 4               | 6               | 68                   | 15     | 26                | 200    |        | 16      |
| Starts                    | 11              | 21              | 77              | 6               | 8               | 82                   | 53     | 29                | 287    |        | 16      |
| Stand: Saisonende 2023/24 |                 |                 |                 |                 |                 |                      |        |                   |        |        |         |

### Weltcup-Gesamtplatzierungen
| Saison  | Gesamt | Gesamt | Distanz | Distanz | Sprint | Sprint |
| Saison  | Punkte | Platz  | Punkte  | Platz   | Punkte | Platz  |
| ------- | ------ | ------ | ------- | ------- | ------ | ------ |
| 2007/08 | 7      | 142.   | 7       | 84.     | -      | -      |
| 2008/09 | 120    | 55.    | 92      | 39.     | -      | -      |
| 2009/10 | 580    | 5.     | 334     | 8.      | 38     | 55.    |
| 2010/11 | 488    | 13.    | 308     | 10.     | 10     | 88.    |
| 2011/12 | 768    | 8.     | 508     | 9.      | 30     | 59.    |
| 2012/13 | 302    | 26.    | 266     | 15.     | -      | -      |
| 2013/14 | 287    | 23.    | 165     | 20.     | 16     | 74.    |
| 2014/15 | 369    | 17.    | 293     | 10.     | 12     | 72.    |
| 2015/16 | 1131   | 5.     | 763     | 2.      | 52     | 39.    |
| 2016/17 | 584    | 13.    | 328     | 13.     | 8      | 78.    |
| 2017/18 | 763    | 8.     | 586     | 5.      | 7      | 78.    |
| 2018/19 | 330    | 24.    | 288     | 15.     | 2      | 94.    |
| 2019/20 | 144    | 46.    | 118     | 30.     | -      | -      |
| 2020/21 | 597    | 6.     | 261     | 14.     | 16     | 57.    |
| 2021/22 | 82     | 52.    | 82      | 31.     | -      | -      |
| 2022/23 | 113    | 110.   | 113     | 62.     | -      | -      |
| 2023/24 | 211    | 76.    | 61      | 81.     | -      | -      |